# Mathilde Kristensen
Mathilde Kristensen (* 7. April 1993 in Viborg, Dänemark) ist eine dänische Handballspielerin, die für den dänischen Erstligisten Silkeborg-Voel KFUM aufläuft.

## Karriere

### Im Verein
Kristensen gehörte schon während ihrer Jugendzeit dem Kader der Erstligamannschaft von Viborg HK an. Ab Januar 2012 lief sie auf Leihbasis für den Zweitligisten Skive fH auf. Nachdem Skive fH am Saisonende 2011/12 in die Damehåndboldligaen aufgestiegen war, wechselte sie fest nach Skive. Im Sommer 2015 unterschrieb die Kreisläuferin einen Vertrag beim norwegischen Erstligisten Vipers Kristiansand. Mit den Vipers gewann sie 2018 und 2019 die norwegische Meisterschaft, stand im Finale des EHF-Pokals 2017/18 und belegte den dritten Platz in der EHF Champions League 2018/19. Zur Saison 2019/20 wechselte sie zum dänischen Erstligisten Silkeborg-Voel KFUM. Zwischen März 2023 und Anfang des Jahres 2024 pausierte sie aufgrund ihrer ersten Schwangerschaft. Nach der Saison 2024/25 wird Kristensen ihre Karriere beenden.

### In Auswahlmannschaften
Kristensen bestritt 49 Länderspiele für die dänische Jugendnationalmannschaft, in denen sie 58 Treffer erzielte. Mit dieser Auswahlmannschaft gewann sie den Titel bei der U-17-Europameisterschaft 2009. Mit der dänischen Juniorinnennationalmannschaft, für die Kristensen 18-mal auflief, gewann sie die Goldmedaille bei der U-19-Europameisterschaft 2011.